# Prêt
Pour la notion sportive, voir Prêt (sport).
Un prêt est un acte juridique qui consiste à transmettre, sans en exiger le paiement, la possession et l'usage d'un bien tout en conservant sa propriété. Le caractère gracieux, qui distingue le prêt de la location et de la vente, est toujours présumé. Lorsque le terme du prêt n'est ni fixé, ni soumis à condition, ni interprétable par la nature de la chose prêtée, le prêt est réputé conclu pour la durée de la vie de l'emprunteur.

## Finance
En matière de finance, un prêt est l'opération par laquelle des fonds sont remis par un prêteur à un bénéficiaire, moyennant en général le paiement par ce dernier d'un intérêt versé au prêteur, et assorti de l'engagement de remboursement de la somme prêtée.
Le terme de prêt est synonyme d'emprunt pour celui qui fournit l'argent. Pour le prêteur, c'est une créance ou un crédit ; pour l'emprunteur, c'est une dette.
Le terme de prêt peut aussi faire référence à un prêt immobilier dans le langage courant : voir aussi la notion de crédit immobilier.

## Encadrement juridique
En droit, le contrat de prêt est une convention, définie par le droit civil, par lequel une personne (le prêteur) livre un service à une autre personne (l'emprunteur) afin qu'elle en use, mais à charge de la restituer, après un temps déterminé.
Bien que, au vu de sa définition traditionnelle, le prêt a pour objet fondamental une chose matérielle, le prêt peut également prendre sens vis-à-vis de biens immatériels, en particulier pour le droit d'auteur (droit de prêt exclusif, exception de prêt public). On parle alors de mise à disposition pour l'usage et pour un temps limité du bien prêté.